# Alins
Alins è un comune spagnolo di 272 abitanti situato nella comunità autonoma della Catalogna.